# Media.Vision
A Media.Vision (メディア・ビジョン株式会社; Hepburn: Media Bijon Kabushiki-Gaisha) japán videójáték-fejlesztő cég, ami elsősorban a Wild Arms szerepjáték-sorozat révén ismert.

## Játékaik
| Cím                                       | Megjelenés          | Kiadó                  | Platform                       | Régió           |
| ----------------------------------------- | ------------------- | ---------------------- | ------------------------------ | --------------- |
| Crime Crackers                            | 1994. december 3.   | SCEI                   | PlayStation                    | JP              |
| Rapid Reload                              | 1995. április 28.   | SCEI                   | PlayStation                    | JP, EU          |
| Wild Arms                                 | 1996. december 20.  | SCEI                   | PlayStation                    | JP, NA, EU      |
| Crime Crackers 2                          | 1997. november 27.  | SCEI                   | PlayStation                    | JP              |
| Wild Arms 2                               | 1999. szeptember 2. | SCEI                   | PlayStation                    | JP, NA          |
| Sneakers                                  | 2002. február 22.   | Microsoft Game Studios | Xbox                           | JP, EU, NA      |
| Wild Arms 3                               | 2002. március 14.   | SCEI                   | PlayStation 2                  | JP, NA, EU      |
| Wild Arms Alter Code: F                   | 2003. november 27.  | SCEI                   | PlayStation 2                  | JP, NA          |
| Wild Arms 4                               | 2005. március 24.   | SCEI                   | PlayStation 2                  | JP, NA, EU, AUS |
| Heavy Metal Thunder                       | 2005. szeptember 1. | Square Enix            | PlayStation 2                  | JP              |
| Mavaza                                    | 2005. október 6.    | SCEI                   | PlayStation 2                  | JP              |
| Wild Arms 5                               | 2006. december 14.  | SCEI                   | PlayStation 2                  | JP, NA, EU, AUS |
| Wild Arms XF                              | 2007. augusztus 9.  | SCEI                   | PlayStation Portable           | JP, NA, EU      |
| RIZ-ZOAWD                                 | 2008. december 25.  | D3 Publisher           | Nintendo DS                    | JP, NA          |
| Enkaku szósza: Sindzsicu e no 23 nicsikan | 2009. február 5.    | SCEI                   | PlayStation Portable           | JP              |
| Dragon Ball: Revenge of King Piccolo      | 2009. július 23.    | Namco Bandai Games     | Wii                            | JP, NA, AUS, EU |
| Chaos Rings                               | 2010. április 20.   | Square Enix            | iOS, Windows Phone 7           | JP, NA          |
| Valkyria Chronicles III                   | 2011. január 27.    | Sega                   | PlayStation Portable           | JP              |
| Chaos Rings Omega                         | 2011. május 19.     | Square Enix            | iOS, Android                   | JP, NA          |
| Chaos Rings II                            | 2012. március 15.   | Square Enix            | iOS, Android                   | JP, NA          |
| Shining Ark                               | 2013. február 28.   | Sega                   | PlayStation Portable           | JP              |
| Chaos Rings III                           | 2014. október 16.   | Square Enix            | PlayStation Vita, iOS, Android | JP              |
| Shining Resonance                         | 2014. december 11.  | Sega                   | PlayStation 3                  | JP              |
| Digimon Story: Cyber Sleuth               | 2015. március 12.   | Bandai Namco Games     | PlayStation Vita               | JP              |